# Ragtime (wohltemperiert)
Ragtime (wohltemperiert) ist ein Orchesterstück von Paul Hindemith aus dem Jahr 1921. Als Grundlage dieser Komposition ohne Opuszahl diente die Fuge Nr. 2 in c-Moll, BWV 847 aus dem Werkzyklus Das Wohltemperierte Klavier von Johann Sebastian Bach, das der Komponist in Stil eines Ragtime auf provokante Weise verarbeitete. Uraufgeführt wurde der Ragtime erst 1987 durch das damalige Radio-Symphonie-Orchester Berlin unter der Leitung von Gerd Albrecht.

## Geschichte und Hintergrund
Anfang der 1920er Jahre erhielt Hindemith als Interpret für zeitgenössische Musik Anerkennung, aber auch als Komponist erregte er bereits Aufmerksamkeit. In jener Zeit war das Interesse der avantgardistischen europäischen Komponisten an überseeischer Musik, also auch am Jazz, groß. Sein Ragtime entstand in einer Periode, als der 26-jährige Hindemith Gefallen an Parodien, grotesker Instrumentation und dem Zusammenprall der unterschiedlichen Musikwelten, der Alten Musik mit der modernen Unterhaltungsmusik, des „Heiligen“ mit dem „Profanen“, fand. Dass es sich bei diesem Stück um eine Gelegenheitskomposition handelte, war ihm wohl bewusst.
Sein Ragtime (wohltemperiert) gibt es in zwei Fassungen, für Sinfonieorchester und für Klavier zu vier Händen. Als Grundlage diente ihm die Fuge Nr. 2 in c-Moll aus dem Werkzyklus Das Wohltemperierte Klavier, erster Teil von Johann Sebastian Bach.
Paul Hindemith schrieb 1920 an seine Musikverleger Willy und Ludwig Strecker: „Können Sie auch Foxtrotts, Bostons, Rags und anderen Kitsch gebrauchen? Wenn mir keine anständige Musik mehr einfällt, schreibe ich immer solche Sachen.“
Hindemith veränderte die Bach-Fuge grundlegend. Aus dem melodischen Material formte er ein völlig neues Stück, das sowohl den fugalen Charakter bewahrt, als auch den tänzerischen Stil eines Ragtimes, Vorläufer des Jazz, aufweist. Hindemith erkannte diese tänzerischen Elemente auch in der Musik Bachs. Mit harmonischen Verfremdungen, rhythmischer Verschärfung und Veränderung beispielsweise der Bachschen Punktierung zu den Synkopen des Ragtime und durch umfangreiche Instrumentierung gelang ihm ein für die damalige Zeit provokantes Stück. Er schickte ihm eine kurze Erklärung voran: „Glauben Sie, Bach dreht sich im Grabe herum? Er denkt nicht dran! Wenn Bach heute lebte, vielleicht hätte er den Shimmy erfunden oder zum mindesten in die anständige Musik aufgenommen. Vielleicht hätte er dazu auch ein Thema aus dem wohltemperierten Klavier eines für ihn Bach vorstellenden Komponisten genommen.“ Das Thema Ragtime nahm Hindemith noch einmal in seiner bekannten Suite 1922 im fünften Satz auf.

## Musikalische Struktur
Im Vorwort zur Ausgabe für Klavier zu vier Händen schreibt der Pianist und Hochschullehrer Franzpeter Goebels, dass das Stück zwar eine „bruitistische“ (lärmende) Tendenz aufweise, aber trotzdem habe Hindemith die klangliche Transparenz und Differenzierung nicht vernachlässigt. Als Tempo soll durchgehend nach dem Metronom = 80 gespielt werden, die halbe Note ist dabei etwas schneller als eine Sekunde. Das gesamte Stück ist im -Takt, alla breve oder auch 2⁄2-Takt genannt, komponiert, die Bach-Fuge hingegen im 4⁄4-Takt. Der Ragtime erstreckt sich über 135 Takte und dauert bei dem Tempo zwischen drei und vier Minuten. Die Tonstärke ist durchgehend  (fortissimo) mit ausgeprägter Dynamik, die zahlreiche Crescendi und Diminuendi, also lauter und leiser werdende Passagen, enthält. Musikalische Synkopen, Akzente aber auch Triller bestimmen Rhythmus und Groove.

## Rezeption
Der Musikwissenschaftler Hans Emons beschreibt Hindemiths Ragtime (wohltemperiert) als radikale Form der Montage, die durch Assimilation des musikalischen Zeitgeistes unbeschwerter amerikanischer Musik zu spontaner Simultanität von Lebensgier und Lust an der Destruktion führte. Der Ragtime sei eine durchgängige, lärmende Kreuzung aus Ragtime und Bachs c-Moll-Fuge. So wird das Fugenthema zu einem schnellen Marsch. Das Thema des karikierten Marsches spielt bei Hindemith auch in anderen Stücken eine wichtige Rolle.
Der Pianist und Musikwissenschaftler Siegfried Mauser zählt Hindemiths Ragtime zur Musik des Expressionismus und zu einer musikalischen Neuen Sachlichkeit. Musikalisch-barocke Formen und Strukturen werden bei Hindemith mit expressionistischen Stilmitteln so verbunden, dass Rhythmik, Harmonik und Form der Bach-Fuge persiflierend oder karikierend überformt werden. So verbindet er die fortschreitende Bewegung des traditionellen Basso continuo der Barockzeit mühelos mit dem Walking Bass des Jazz.

## Publikationen (Auswahl)
- 1986: Paul Hindemith: Ragtime: (wohltemperiert); für Klavier zu vier Händen. [Hrsg.] Franzpeter Goebels, Schott Verlag, Mainz OCLC 64481690 (Partitur).
- 1987: Paul Hindemith: Ragtime (wohltemperiert); für Orchester. OCLC 916410790 Aufnahme mit dem Radio-Symphonie-Orchester (Jesus-Christus-Kirche, Berlin West) Dirigent: Gerd Albrecht.
- 1991: Paul Hindemith: Lustige Sinfonietta op. 4 [1916]; Rag Time (wohltemperiert) [1921]; Symphonic Dances [1937] (= Orchestral works / Paul Hindemith. Band 2).  Aufnahme mit dem Queensland Symphony Orchestra Brisbane, Dirigent: Werner Andreas Albert OCLC 610644278.

## Vergleichende Hörproben
- Johann Sebastian Bachs Originalkomposition mit der Pianistin und Gewichtheberin Kimiko Douglass-Ishizaka.
- Hindemiths Ragtime mit dem BBC Philharmonic Orchestra, Leitung: Yan Pascal Tortelier.
- Hindemiths Version für Klavier zu vier Händen mit dem Klavierduo Michael Burshtin und Faina Kharmats.